# تيد سيمون
تيد سيمون (بالإنجليزية: Ted Simon)‏ هو صحفي بريطاني، ولد في 1931 في ألمانيا.